# アンダルシア馬

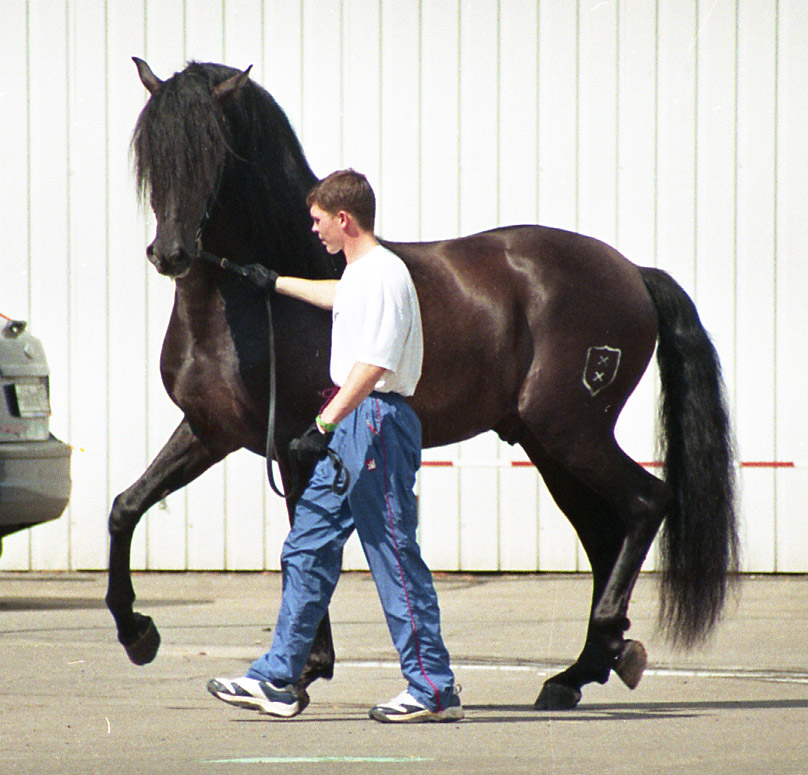
アンダルシア馬

走行

アンダルシア馬 (アンダルシアうま、英語: Andalusian horse)はスペインアンダルシア地方原産の馬である。

## 概要
アンダルシア馬はスペインアンダルシア地方原産の馬である。この地方土着の馬と北アフリカのバルブ種が交配されたものといわれている。 
アンダルシアの中でも、ヘレス・デ・ラ・フロンテーラ一帯ではいまもアンダルシア馬の飼育が盛んで、王立アンダルシア馬術学校 があり、馬祭りもある。